# Phạm Hữu Chí
Phạm Hữu Chí (1905–1938) là bác sĩ Việt Nam, được biết đến vì là thấy thuốc chuyên chữa bệnh cho nhân dân, đặc biệt là người nghèo.

## Tiểu sử
Phạm Hữu Chí sinh ngày 25 tháng 3 năm 1905, tại làng An Ngãi, quận Long Điền, nay là xã An Ngãi, huyện Long Điền, tỉnh Bà Rịa – Vũng Tàu. Ông sinh ra trong một gia đình hiếu học, có truyền thống làm nghề y, chữa bệnh cứu người. Ông nội là Phạm Văn Thuận, là nhà nho và danh y, bốc thuốc ở Chợ Bến. Cha là Phạm Hữu Đức, giáo học kiêm Thanh tra tiểu học ở các trường trong địa bàn tỉnh. Anh ruột là Phạm Hữu Hạnh, dược sĩ có nhà thuốc tư.
Từ nhỏ Phạm Hữu Chí đã nổi tiếng là "thần đồng". Sau khi đỗ bằng tiểu học lúc 9 tuổi, ông lên Sài Gòn và học ớ trường Gia Định. Năm 1920, ông được trao tặng học bổng ra học ở Hà Nội. Năm 1922, Phạm Hữu Chí thi đậu vào trường Đại học Y – Dược Đông Dương. Năm 1923, Phạm Hữu Chí bị nhà trường cảnh cáo và cắt mất học bổng do ông cùng một nhóm sinh viên Việt Nam biểu tình phản đối một giáo sư Pháp vì đã đối xử thô bạo, bất nhã đối với sinh viên Việt Nam. Năm 1925, ông sang Pháp du học và ghi danh vào học ở trường Đại học Y khoa Paris.
Tháng 6 năm 1930, Phạm Hữu Chí trúng tuyển vào kỳ thi bác sĩ nội trú với điểm cao. Thông minh và chặm chỉ, nên ông được giáo sư André Lenierre, Quản đốc Bệnh viện Claude Bernard đặc biệt chú ý và chọn làm trợ tá. Tháng 6 năm 1935, ông tốt nghiệp bác sĩ y khoa hạng Xuất Sắc. Ông đã từ chối lời mời của Công ty khai thác kênh đào Suez (kênh nối Hổng Hải với Địa Trung Hải) với mức lương 200.000 franc mỗi năm.
Tại kỳ thi tuyển y viện trưởng cho trường Đại học Y khoa Pháp, quy chế chỉ cho phép những thí sinh mang quốc tịch Pháp được tham gia. Giáo sư Lenierre khuyên ông làm đơn xin gia nhập Quốc tịch Pháp để được dự thi nhưng ông từ chối. Cảm phục tinh thần dân tộc của ông, Giáo sư Lenierre tìm mọi cách vận động để ông được tham dự cuộc thi. Nhờ đó, Phạm Hữu Chí đã đỗ thủ khoa y viện trưởng, làm giảng viên tại Bệnh viện Claude Bernard. Ông có nhiều công trình nghiên cứu, được Tổng trưởng y tế Pháp thưởng huy chương đồng. Trong khi Phạm Hữu Chí chuẩn bị thi thạc sĩ y khoa, bạn của ông là bác sĩ Đặng Vũ Lạc đã qua Pháp tìm ông và đề nghị hợp tác mở bệnh viện Henri Coppin tại Hà Nội. Nhận lời, ông đã trở về nước hợp tác với bác sĩ Lạc.
Trong suốt cuộc đời, bác sĩ Phạm Hữu Chí luôn tận tụy cứu chữa người bệnh. Đến khi mắc bệnh nặng, ông vào Sài Gòn dưỡng bệnh, rồi mất ngày 25 tháng 2 năm 1938, hưởng thọ 33 tuổi.

## Vinh danh
- Vì đạt được những thành tích xuất sắc trong lĩnh vực y học, Phạm Hữu Chí được đặt tên cho con tàu 3.100 tấn chạy tuyến châu Âu – Viễn Đông[2].
- Tại Thành phố Hồ Chí Minh: Năm 1955, tên ông được đặt cho một con đường ở Phường 12, Quận 5, trên cơ sở đổi tên từ đường Mạc Đĩnh Chi do chính quyền Bảo Đại đặt ra vào năm 1954[4].
- Tại Bà Rịa – Vũng Tàu: tên của ông được đặt cho nhiều con đường ở các huyện khác nhau. Tại quê nhà ông ở Long Điền, đường Phạm Hữu Chí có chiều dài hơn 1km, giao với Quốc lộ 55.
- Tại Biên Hòa: trước năm 1975, tên ông đặt cho một bệnh viện.[5] Sau năm 1975, bệnh viện này được đổi tên thành bệnh viện Đa Khoa Đồng Nai; nay bệnh viện chuyển vị trí sang gần ngã tư Amata, chỗ cũ là Trường Quốc tế SNA Marianapolis.
- Ngoài ra, tên ông còn được đặt cho một số ngôi trường ở Việt Nam, như trường THCS Phạm Hữu Chí ở xã An Ngãi, Long Điền, Bà Rịa - Vũng Tàu.